# Big Bang 03
A Big Bang 03 vagy más néven Third Single a dél-koreai Big Bang együttes harmadik kislemeze, mely 2006. november 22-én jelent meg a YG Entertainment kiadásában. A lemez az év végi nemzeti slágerlistán az 52. helyen végzett 26 284 eladott példánnyal.

## Számlista
| 1.    | Victory (Intro)                                   | G-Dragon                  | G-Dragon, Brave Brothers | G-Dragon, Brave Brothers | 1:52 |
| 2.    | Big Bang                                          | G-Dragon                  | Perry                    | Perry                    | 3:26 |
| 3.    | Forever With U (feat. Pak Pom (Park Bom) of 2NE1) | G-Dragon, T.O.P.          | Brave Brothers           | Brave Brothers           | 3:39 |
| 4.    | Good Bye Baby                                     | Taeyang, G-Dragon, T.O.P  | Perry, Brave Brothers    | Perry, Brave Brothers    | 3:32 |
| 5.    | Try Smiling (웃어본다; Useo Bonda (Daesung solo)) | An Jongmin (An Young Min) | I Rjuvon (Lee Ryu Won)   | I Rjuvon (Lee Ryu Won)   | 4:13 |
| 16:40 |                                                   |                           |                          |                          |      |